# Gail (rzeka)
Gail (słoweń. Zilja, wł. Zeglia) – rzeka w południowej Austrii, prawy dopływ Drawy w zlewisku Morza Czarnego. Długość – 122,2 km, powierzchnia zlewni – 1403 km², średni przepływ – 45,08 m³/s. Jej głównymi dopływami są: Gössering (lewy) oraz Slizza (prawy).
Źródła Gail znajdują się w okolicy wsi Obertilliach we Tyrolu Wschodnim. Rzeka płynie z zachodu na wschód wąską doliną oddzielającą Alpy Gailtalskie na północy od Alp Karnickich na południu. Tuż przed ujściem skręca na północ i uchodzi do Drawy tuż na wschód od Villach.
Nazwa rzeki jest pochodzenia ilirskiego. Słowo Gē’lias oznacza „spienioną wodę”.